# Ewa Więckowska
Ewa Małgorzata Więckowska (ur. 29 grudnia 1958 w Zabrzu) – polska lekarka i polityk, posłanka na Sejm V kadencji.

## Życiorys
Absolwentka Wydziału Lekarskiego Śląskiej Akademii Medycznej. W 1995 uzyskała na tej uczelni stopień doktora nauk medycznych. Specjalizowała się w zakresie pulmonologii. Podjęła praktykę w zawodzie.
W latach 1998–2005 zasiadała w gliwickiej radzie miasta, w 1998 została wybrana z listy Akcji Wyborczej Solidarność, a w 2002 z ramienia komitetu Zygmunta Frankiewicza. Na początku lat 90. zakładała w tym mieście struktury Unii Polityki Realnej. W 2001 wstąpiła do Platformy Obywatelskiej. Została też działaczką Europejskiej Unii Kobiet.
W wyborach parlamentarnych w 2005 uzyskała mandat poselski w okręgu gliwickim z listy PO. W Sejmie pracowała w Komisji Finansów Publicznych oraz Komisji Zdrowia. W 2007 odeszła z PO, w przedterminowych wyborach parlamentarnych bezskutecznie ubiegała się o reelekcję z listy Polskiego Stronnictwa Ludowego.
Od 2013 pełniła funkcję prezesa warszawskiej spółki Szpital Solec, zrezygnowała z tego stanowiska w lutym 2021. Później została powołana na stanowisko pełnomocnika tej spółki.